# Светъл ручей
„Светъл ручей“ (на руски: Светлый ручей) е балет на руския композитор Дмитрий Шостакович, поставен за пръв път през 1935 година.
Балетът, по оригинално либрето на Адриан Пьотровски и Фьодор Лопухов, е съобразен с пропагандните цели на тоталитарния комунистически режим в Съветския съюз, като сюжетът представя идиличния живот в колхоз в Северен Кавказ. Премиерната постановка е на 4 април 1935 година в Малкия оперен театър в Ленинград. Първоначално балетът има голям успех сред публиката, но със започналата в началото на следващата година кампания на режима срещу Шостакович е забранен и не е поставян в Русия в продължение на десетилетия.